# Стёб
Стёб («насмешка», «прикол», «подначивание») — шутка над собеседником с элементами иронии, сарказма. Обычно стёб происходит в присутствии осмеиваемого субъекта.
Глагол — стебаться, то есть насмехаться, прикалываться. Применяется в ненатуральных разговорах, подразумевающих некоторую театральность, напыщенность, игривость.
Б. В. Дубин определяет стёб как «разновидность публичного интеллектуального эпатажа, который состоит в провокационном и агрессивном, на грани скандала, снижении любых символов других групп, образов прожективных партнёров — как героев, так и адресатов сообщения — через подчёркнутое использование этих символов в несвойственном им, пародийном или пародическом контексте, составленном из стереотипов двух (точнее, как минимум, двух) разных лексических и семантических уровней, рядов».
А. О. Евграфова считает, что стёб в его языковом аспекте можно определить как «стилистически маркированный тип прагмариторической речи с широкой коннотативной палитрой, который обязательно предусматривает интерпретативную общность». Она рассматривает стёб в контексте речи в одном ряду с арго, жаргоном, сленгом и просторечием, выделяя наличие сниженной лексики как объединяющий фактор этих лингвистических категорий. В то же время арго, жаргон и сленг в отличие от стёба и просторечия имеют нелитературную лексическую систему, составляют социальные разновидности речи. Назначение стёба также отличается от близких лингвистических категорий установкой на эпатаж и культурный шок, которая имеет провокативный характер, направленный на дискредитацию адресата. Дополнительным признаком стёба является наличие «антинормы» в речевом поведении, провокативность (склонность к издевательству, высмеиванию, юродствованию); в стёбе широко используются гротеск, сатира, ирония, гипербола.
Л. Р. Савченко считает стёб разновидностью псевдокоммуникации, подчёркивая, что тотальная установка стёба на самоутверждение выбирающего этот тип поведения реализуется в монологе, хотя и рассчитана на воспринимающего. Диапазон явления определяется от «невинной манеры» подшучивать, подсмеиваться над кем-либо, чем-либо, чтобы интимизировать общение, до «крайней формы иронии».

## Этимология
Слово «стёб» этимологически связано с глаголом стебать (хлестать, стегать, бить плеткой, прутом).
В русском языке понятие «стёб» возникло и развилось в 70—80-е годы XX века. А. Агеев пишет: «…ёрничество и стёб были тогда противопоставлены официальному политико-патетическому жаргону, а заодно и всему „великому русскому языку“, позволившему себя редуцировать, то есть подвергнуть себя упрощению до партийного „новояза“. Это была своеобразная культурная самооборона, весьма, впрочем, глухая и не всегда ясно осознаваемая „носителями языка“».

### Применение
Слово стёб и его производные считаются разговорными формами (просторечием). Пример: «кто, кого и зачем в данном случае „стебает“ („стебёт“)?».
Слово встречается в репортажах, очерках, беллетристике.

## Воздействие на человека

### Социология
Стёб может служить некоторым признаком принадлежности к группе, служить её «визитной карточкой».

### Психология
За стёбом, интонацией напора и превосходства часто скрывается сознание собственной некомпетентности и несостоятельности.
Честолюбие, возвышение над другими, желание чувствовать себя лучше других может быть одной из целей стёба.

## Культура
В современной кинематографии и музыке немало фильмов, которые изобилуют неожиданными поворотами, чёрным юмором и скандальными пародиями на современную действительность. Так, один из альбомов панк-группы «Гражданская оборона» называется «Игра в бисер перед свиньями» (намёк на цитату из Библии «Не мечите бисер перед свиньями» (Мф. 7:6) и название романа Германа Гессе).
Во многих телесериалах, особенно комедийных, в диалогах присутствует элемент стёба. «Главная фишка „Студии 30“ — ежеминутный стёб над американской культурой, американским обществом, американской политикой».

## Словоформы
- стебаться
- стебущий
- обстёбывание
- стебалово — ситуация стёба
- стебаться — [над чем-либо, кем-либо] — смеяться, иронизировать (с разной степенью шутливости или злости)
- стёбно — с насмешкой, с юмором
- стёбный (стебовый) — 1. являющийся иронией, насмешкой. 2. достойный иронии, насмешки
- стебок — человек, любящий стебаться
- выстебать (обстебать) — высмеять
- застебать — довести человека до состояния дискомфорта
- стебануть — разыграть, подшутить
- пристебаться — придраться, преувеличивать значение ошибки или недочёта